# Makassariska
Makassariska (ᨔᨅᨆᨀᨔᨑ, Basa Makasara) är ett språk som talas av omkring 2,1 miljoner människor, främst i Indonesien. Språket har sitt ursprung på Sulawesi. Det är ett sunda-sulawesiskt språk i den malajo-polynesiska delen av den austronesiska språkfamiljen.
Makassariska skrivs med latinska bokstäver.